# Svenska mästerskapen i längdskidåkning 1956
Svenska mästerskapen i längdskidåkning 1956 arrangerades, som en del av stora SM-veckan, i Östersund den 19-26 februari. Damerna började nu även tävla över 5 kilometer, samtidigt som damstafetten kortades till 3 x 5 kilometer.

## Medaljörer, resultat

### Herrar
| Gren              | Guld                                                       | Guld                                                       | Guld    | Silver                                                    | Silver                                                    | Silver  | Brons                                                     | Brons                                                     | Brons   |
| 15 km             | Sixten Jernberg                                            | Lima IF                                                    | 54.29   | Lennart Larsson                                           | SK Järven                                                 | 55.08   | Sture Grahn                                               | Lycksele IF                                               | 55.34   |
| 30 km             | Per-Erik Larsson                                           | IFK Mora                                                   | 1.56.38 | Sture Grahn                                               | Lycksele IF                                               | 1.58.06 | James Varg                                                | Skellefteå SK                                             | 1.58.09 |
| 50 km             | Sixten Jernberg                                            | Lima IF                                                    | 3.11.07 | Per-Erik Larsson                                          | IFK Mora                                                  | 3.12.37 | Inge Limberg                                              | Lima IF                                                   | 3.13.14 |
| Stafett 3 x 10 km | Lima IF (Gunnar Samuelsson, Inge Limberg, Sixten Jernberg) | Lima IF (Gunnar Samuelsson, Inge Limberg, Sixten Jernberg) | 1.50.16 | SK Järven (H. Boström, I. Karlsson, Lennart Larsson)      | SK Järven (H. Boström, I. Karlsson, Lennart Larsson)      | 1.50.16 | IFK Mora (Gunnar Larsson, Sune Larsson, Per-Erik Larsson) | IFK Mora (Gunnar Larsson, Sune Larsson, Per-Erik Larsson) | 1.50.17 |
| Lagtävling 15 km  | Lima IF (Sixten Jernberg, Gunnar Samuelsson, Inge Limberg) | Lima IF (Sixten Jernberg, Gunnar Samuelsson, Inge Limberg) | 2.48.22 | Östersunds SK (M. Sjöström, E. Josefsson, O. Sandberg)    | Östersunds SK (M. Sjöström, E. Josefsson, O. Sandberg)    | 2.50.39 | Lycksele IF (Sture Grahn, P. Baer, Åke Karlsson)          | Lycksele IF (Sture Grahn, P. Baer, Åke Karlsson)          | 2.50.53 |
| Lagtävling 30 km  | IFK Mora (Per-Erik Larsson, Gunnar Larsson, Sune Larsson)  | IFK Mora (Per-Erik Larsson, Gunnar Larsson, Sune Larsson)  | 5.56.45 | IFK Umeå (Martin Lundström, Birger Åström, B. Strömsten)  | IFK Umeå (Martin Lundström, Birger Åström, B. Strömsten)  | 6.00.21 | Malungs IF (H. Persson, O. Olsson, I. Olsson)             | Malungs IF (H. Persson, O. Olsson, I. Olsson)             | 6.03.16 |
| Lagtävling 50 km  | Lima IF (Sixten Jernberg, Inge Limberg, Åke Flygar)        | Lima IF (Sixten Jernberg, Inge Limberg, Åke Flygar)        | 9.39.29 | IFK Mora (Per-Erik Larsson, Gunnar Larsson, Sune Larsson) | IFK Mora (Per-Erik Larsson, Gunnar Larsson, Sune Larsson) | 9.49.08 | IFK Umeå (Martin Lundström, A. Isaksson, T. Karlsson)     | IFK Umeå (Martin Lundström, A. Isaksson, T. Karlsson)     | 9.52.44 |

### Damer
| Gren             | Guld                                                                         | Guld                                                                         | Guld    | Silver                                                               | Silver                                                               | Silver  | Brons                                               | Brons                                               | Brons   |
| 5 km             | Sonja Edström                                                                | Luleå SK                                                                     | 24.08   | Anna-Lisa Eriksson                                                   | Selångers SK                                                         | 25.09   | Märta Norberg                                       | Vårby IK                                            | 25.12   |
| 10 km            | Sonja Edström                                                                | Luleå SK                                                                     | 44.57   | Anna-Lisa Eriksson                                                   | Selångers SK                                                         | 45.58   | Barbro Martinsson                                   | Valbo AIF                                           | 46.25   |
| Stafett 3 x 5 km | Selångers SK (Karin Engberg, Margit Åsberg-Albrechtsson, Anna-Lisa Eriksson) | Selångers SK (Karin Engberg, Margit Åsberg-Albrechtsson, Anna-Lisa Eriksson) | 1.15.52 | Lycksele IF (Elsa Andersson, Rakel Karlsson, Aina Andersson-Jonsson) | Lycksele IF (Elsa Andersson, Rakel Karlsson, Aina Andersson-Jonsson) | 1.16.17 | Vårby IK (L. Hägglund, B. Hallqvist, Märta Norberg) | Vårby IK (L. Hägglund, B. Hallqvist, Märta Norberg) | 1.17.29 |
| Lagtävling 5 km  | Lycksele IF (Aina Andersson-Jonsson, Rakel Karlsson, Elsa Andersson)         | Lycksele IF (Aina Andersson-Jonsson, Rakel Karlsson, Elsa Andersson)         | 1.23.22 | Vårby IK (Märta Norberg, B. Hallqvist, H. Svensson)                  | Vårby IK (Märta Norberg, B. Hallqvist, H. Svensson)                  | 1.23.39 | Luleå SK (Sonja Edström, V. Huhtasaari, G. Nilsson) | Luleå SK (Sonja Edström, V. Huhtasaari, G. Nilsson) | 1.23.57 |
| Lagtävling 10 km | Lycksele IF (Aina Andersson-Jonsson, Elsa Andersson, Rakel Karlsson)         | Lycksele IF (Aina Andersson-Jonsson, Elsa Andersson, Rakel Karlsson)         | 2.32.46 | IF Thor (E. Gauffin, Inga Löwdin, E. Hansson)                        | IF Thor (E. Gauffin, Inga Löwdin, E. Hansson)                        | 2.36.16 | Vårby IK (Märta Norberg, B. Hallqvist, H. Svensson) | Vårby IK (Märta Norberg, B. Hallqvist, H. Svensson) | 2.37.00 |

### Webbkällor
- Svenska Skidförbundet